# Drepanoctonus tibialis
Drepanoctonus tibialis är en stekelart som beskrevs av Pfankuch 1911. Drepanoctonus tibialis ingår i släktet Drepanoctonus och familjen brokparasitsteklar. Inga underarter finns listade i Catalogue of Life.